# 赫鲁晓夫楼

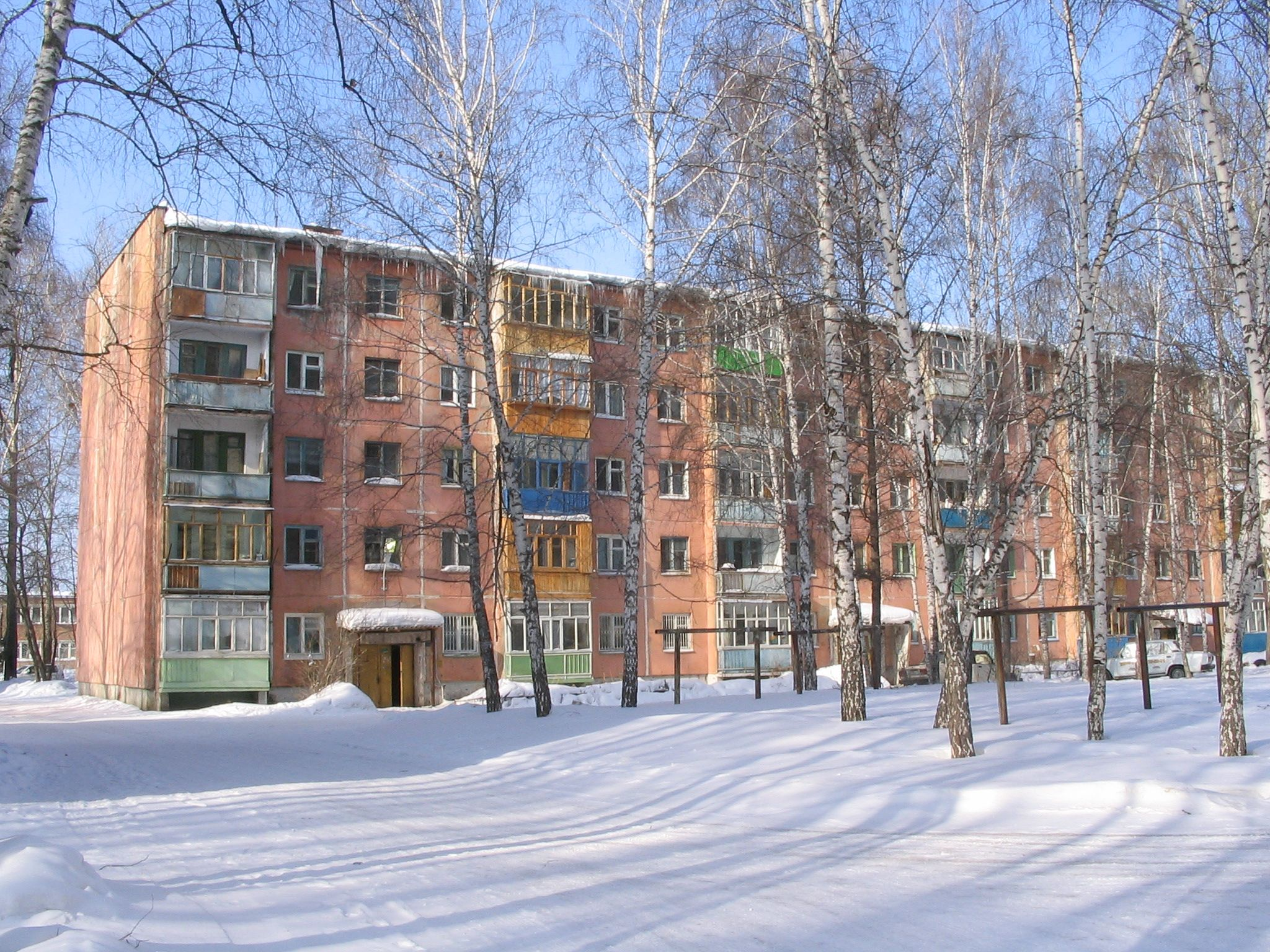
位于托木斯克的盒子结构赫鲁晓夫楼

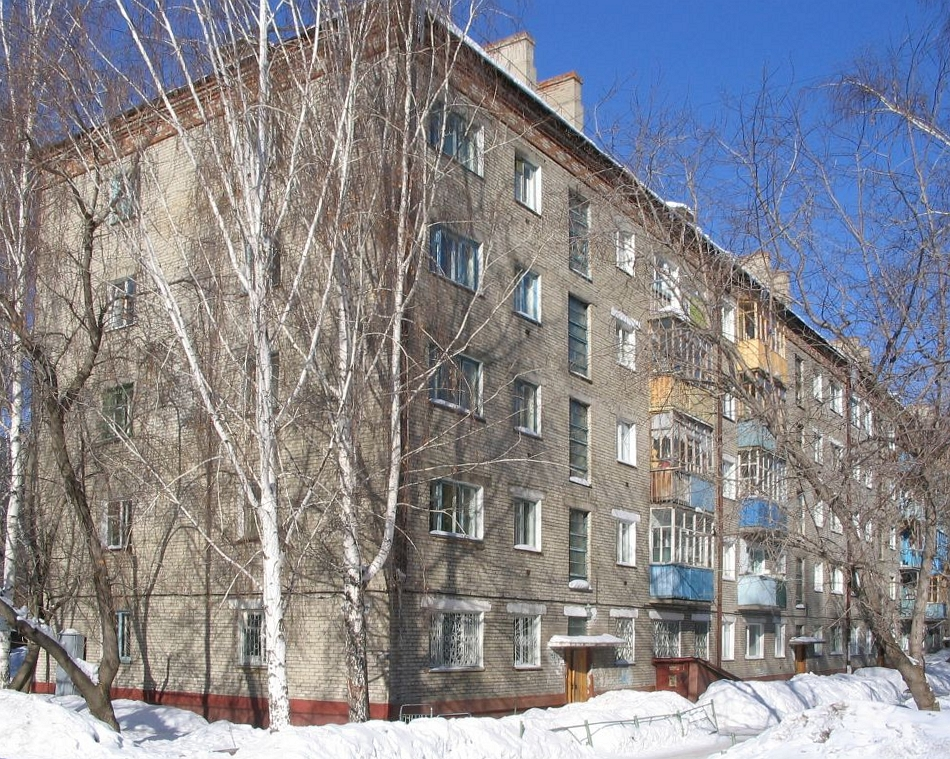
位于托木斯克的砌体结构赫鲁晓夫楼

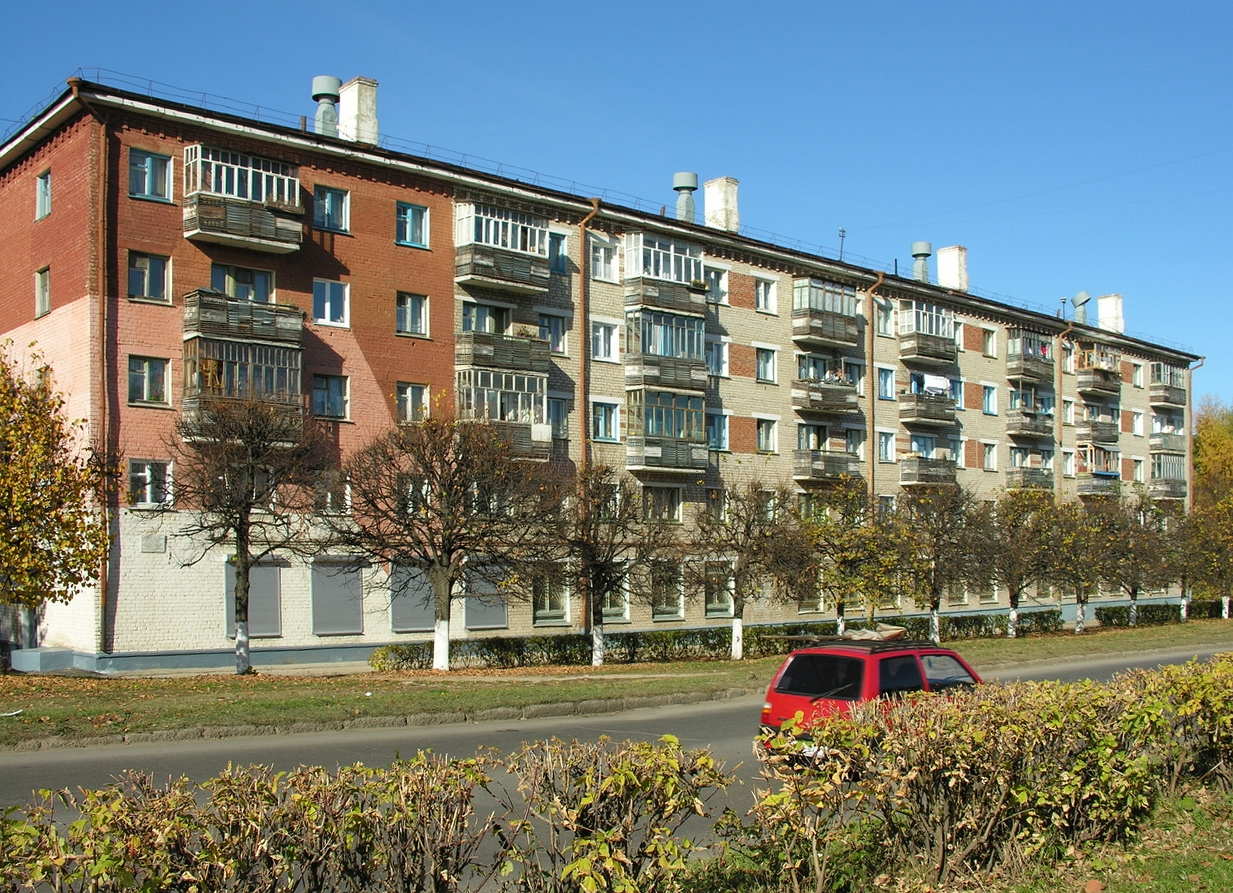
位于切博克萨雷的砌体结构赫鲁晓夫楼

赫鲁晓夫楼（羅馬化：Khrushchyovka）是一种造价低廉、盒子式或砌体结构三至五层的公寓楼，常見於俄罗斯、乌克兰等前苏联國家。苏联在20世纪60年代的尼基塔·赫魯晓夫执政时期大量兴建了這類建築，并以他的名字命名。南斯拉夫、中華人民共和国、朝鲜等社会主义国家中也有效仿興建。中国大陆尤其是东北地区20世纪五六十年代一些工业区所兴建的职工住宅也属于此类，在中国被称为“單元房”。

## 历史
传统的建筑业非常依赖于人工，当时的个人住房建设完全无法满足迅速增长的城市人口的需求。在1947-1951期间，为解决住房短缺问题，苏联建筑师尝试了各种方法以尽力削减成本并加快完工时间。1950年1月，时任莫斯科市委书记的赫鲁晓夫主持召开的建筑师会议上，一种低成本、易建造，却不甚美观的建筑——赫鲁晓夫楼被提出，并在未来几年成为解决住房问题的样板房。之后在莫斯科又兴建了两家水泥厂(即1953年建立的Presnensky水泥厂和1954年建立的Khoroshevsky水泥厂)。那时，在实际施工中进行了测试，预制板方案胜出，其它诸如现场浇注混凝土或者个人低层住宅方案都被舍弃。

## 建筑特色
20世纪五六十年代，是赫鲁晓夫楼大量兴建的最高潮时期。为了以最低廉的造价和最快的时间完工，这个时期建造的赫鲁晓夫楼采用水泥预制板结构，沒有參考西方公寓的多樣化選擇，更沒有按價格與收入分區，所有人統一按照戶口分配，由于层数都在6层以内故而不设置昂貴的电梯，較大的大家庭單位入口更被改成各戶共用的走廊填滿，例如西方常見的室內私家樓梯被替代成公共空間，也没有在楼梯间增加设置垃圾通道，严格控制厨房、卫生间、门厅和过道的面积，外部取消了斯大林时期盛行的拱门和柱廊等装饰，各建築排成一排緊密配置特定的小區中，不過相對室內的狹窄，室外給予還算大的社區活動空間。而這些建築廚房和廁所都很小，赫鲁晓夫曾說過「我能進去其他人就可以」，基本上蘇聯人沒有什麼選擇，有如宿舍一樣。例如一個標準的K-7型套房，一個房間30平方米、兩個房間44平方米、三個房間60平方米。早期的單元房間設計分開的，起居室和臥室入口被分配在一條走道，後來改成大廳式的，要先穿過公用空間才能進入臥室或廚房、儲藏室等。
同樣受高度政治驅動的產物，与斯大林时期彰显民族风格的建筑相比，装饰更加简洁的赫鲁晓夫楼虽说外形简陋，但其生活设施齐全，建筑使用功能完备，重點是能夠滿足大量的需要。20世紀後半城市化快速發展，全世界許多城市出現了貧民窟，而在六十年代的苏联以及东欧社会主义国家中，及時出現的赫鲁晓夫楼在较短时间内就能改善了广大苏联群众最迫切的住房问题，使得原本的地區和階級差距得以迅速縮小，仍在政策上獲得好評。

## 现状

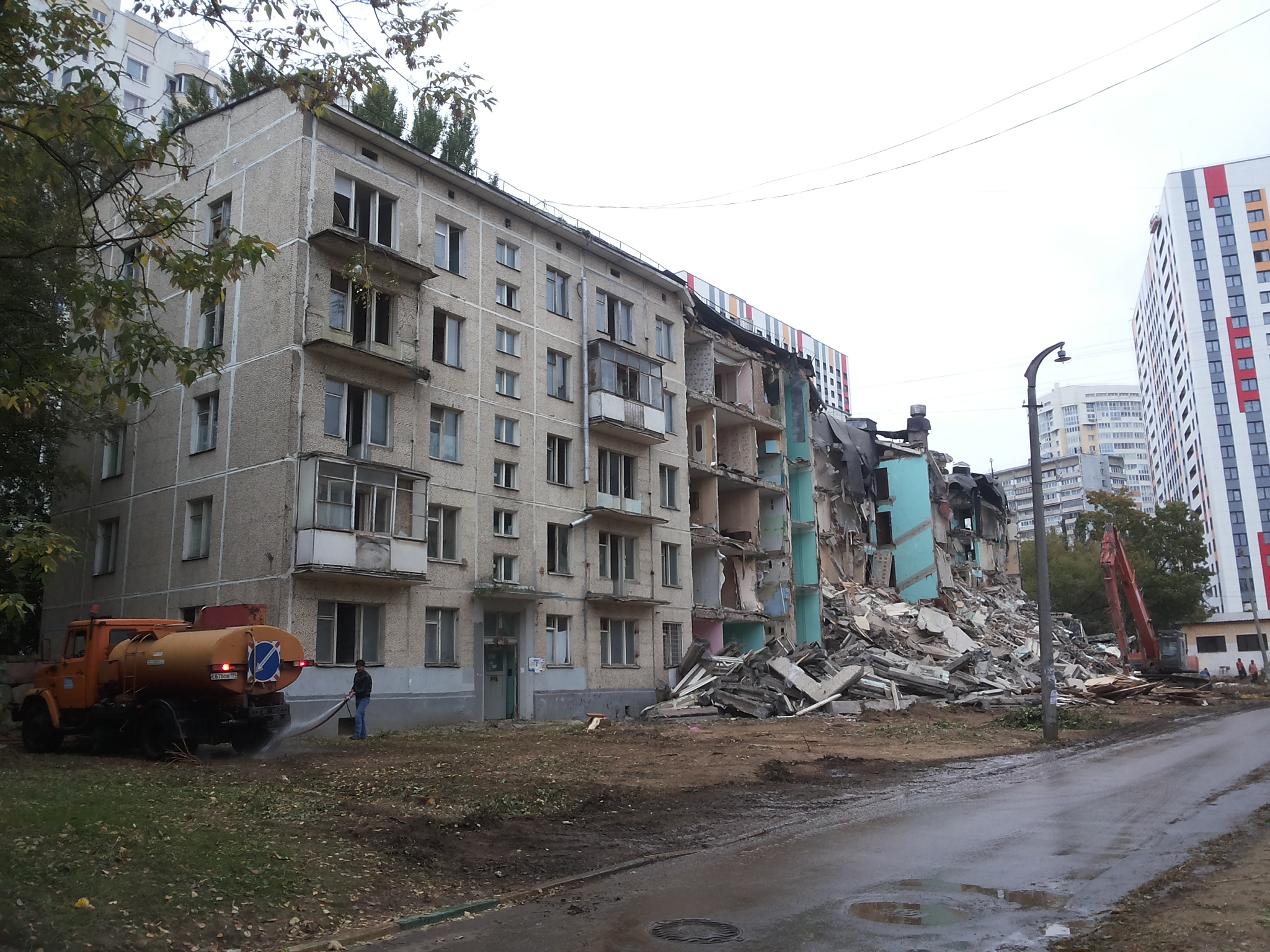
莫斯科，一栋正在拆除的赫鲁晓夫楼

此种类型的建筑在苏联时期被大量的建造，但是就跟政治上的很多積弊一樣，除了太過單一和粗糙，随着时间的推移，其在使用结构和功能中的一些问题逐渐暴露出来，因為該樓的使用設計壽命只有25年，蘇聯人的普遍想法是，作為社會主義國家，到時候政府就會出面解決的，然而蘇聯卻解體了。俄罗斯总统德米特里·梅德韦杰夫曾公开表示，政府将继续实施经济适用房专项计划，并为青年人购置住房创造条件，但国家不会像苏联时代分配“赫鲁晓夫楼”那样分配“梅德韦杰夫公寓”。“赫鲁晓夫楼”正在被逐步拆除。